# 艾普尔·鲍白
艾普尔·鲍白（英語：April Michelle Bowlby，1980年7月30日—）是一位美国女演员，知名于在电视剧《美女上错身》中扮演史黛西·巴瑞特一角和在哥伦比亚广播公司旗下的情景喜剧《好汉两个半》中出演艾伦的第二任妻子康迪。

## 生平
艾普尔·鲍白出生于美国加利福尼亚州瓦列霍。艾普尔幼年时全家搬去曼蒂卡，她便在当地上高中。艾普尔在大学时期曾经学习过芭蕾和法语，但随后她改变主意，决定当一个职业演员。从2005年起，艾普尔开始出现在一些电视剧中，她先是参加了好莱坞的试镜，试镜后得到了《好汉两个半》中的一个角色。一年后，她又在《好汉两个半》饰演一个与之前完全不同角色，在剧中她饰演一位名叫康迪的性感女孩，这个角色随后也成为了艾伦的妻子，但在第五季二人正式离婚。

## 作品

### 电影作品
| 年份   | 标题                   | 角色          | 备注 |
| ------ | ---------------------- | ------------- | ---- |
| 2008年 | 《回家的路不止一条》   | 娜塔莎        |      |
| 2009年 | 《拳王开饭馆》         | 米亚          |      |
| 2011年 | 《从普拉达到纳达》     | 奥莉维亚      |      |
| 2018年 | 《坚不可摧：救赎之路》 | 塞西·菲利普斯 |      |

### 电视剧作品
| 年份          | 标题                                 | 角色          | 备注       |
| ------------- | ------------------------------------ | ------------- | ---------- |
| 2005年        | 《犯罪现场调查》                     | 凯特琳        |            |
| 2005年        | 《犯罪现场调查：紐約》               | 詹妮·李       |            |
| 2005年        | 《书店丽人》                         | 贾斯敏        |            |
| 2005年        | 《Freddie》                          | 西德尼        |            |
| 2005年        | 《好汉两个半》                       | 金伯          | 共出演16集 |
| 2006年-2007年 | 《好汉两个半》                       | 康迪          | 共出演14集 |
| 2007年-2014年 | 《老爸老妈浪漫史》                   | 梅格          | 共出演4集  |
| 2008年        | 《满脑子动画人物之吉米和他的朋友们》 | 公主          |            |
| 2009年        | 《冤家母女》                         | 阿什利        |            |
| 2009年-2014年 | 《美女上錯身》                       | 史黛西·巴瑞特 | 共出演78集 |
| 2010年        | 《犯罪现场调查》                     | 追星族        |            |
| 2010年        | 《灵异妙探》                         | 劳伦·拉西特   |            |
| 2017年        | 《生活大爆炸》                       | 瑞貝嘉        |            |
| 2019年-今     | 《末日巡逻队》                       | 丽塔·法尔     | 主要角色   |